# Pseudolepidophorella longiterga
Pseudolepidophorella longiterga är en urinsektsart som först beskrevs av John Tenison Salmon 1937.  Pseudolepidophorella longiterga ingår i släktet Pseudolepidophorella och familjen långhornshoppstjärtar. Inga underarter finns listade i Catalogue of Life.